# アグワン・ドルジェフ

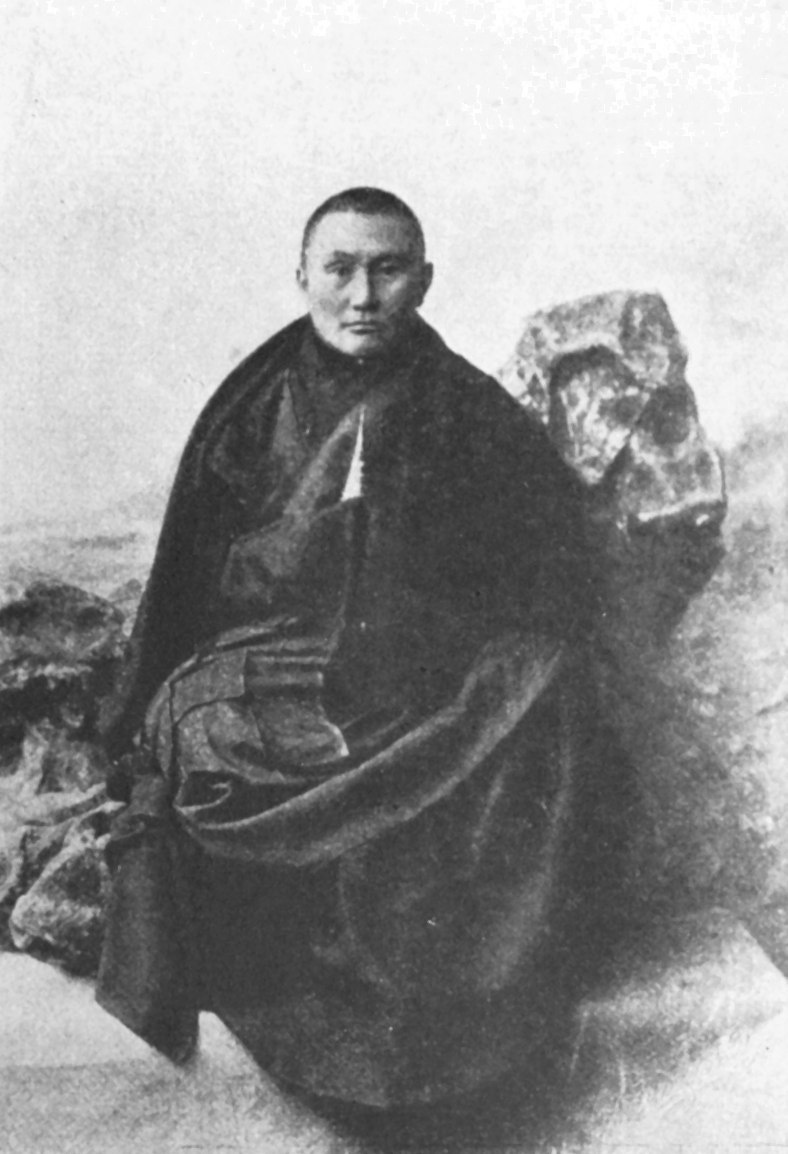
アグワン・ドルジェフ

アグワン・ドルジェフ（英: Agvan Dorjiev、露: Агва́н Лобса́н Доржи́ев、ブ: Доржиин Агбан、チベット文字：ངག་དབང་བློ་བཟང་རྡོ་རྗེ་; ワイリー方式：ngag dbang blo bzang rdo rje、1854年 - 1938年）は、ブリヤート人のチベット仏教僧。日本ではドルジェフと呼ばれることが多いが、ドルジーエフとも表記される。

## 経歴
ダライ・ラマ13世の教師であり、外交面においては「ロシアこそシャンバラである」と主張しロシア帝国寄りの姿勢をとった。
1913年、チベット・モンゴル相互承認条約をチベット側の代表として締結した。
スターリン政権下の1937年、モンゴルおよび日本のスパイ容疑で逮捕され、翌1938年に獄中死。